# Johann Effert
Johann Effert (* 4. Juni 1863 in Breitscheid; † 1939 in Essen) war ein deutscher christlicher Gewerkschafter und Abgeordneter der Zentrumspartei. 

## Leben
Nach dem Besuch der Volksschule wurde er Bergmann im Erzbergbau. Später wanderte er zum Kohlenbergbau des Ruhrgebiets ab. Er trat 1897 dem christlichen Bergarbeiterverband bei. Bald wurde er Ortsleiter für Osterfeld. Wegen seiner gewerkschaftlichen Betätigung wurde er mit anderen Vertrauensleuten von der Zechenleitung entlassen. Der Streit um die Entlassung Efferts und seine Weigerung  auf gewerkschaftliche Betätigung zu verzichten führten dazu, dass der bislang eher wirtschaftsfriedliche christliche Bergarbeiterverband den Streik als letztes Mittel akzeptierte. Der Konflikt machte Effert im Ruhrgebiet bekannt. Effert war ein guter Redner und warb erfolgreich für seine Organisation. Diese erkannte seine Talente und stellte ihn als hauptamtlichen Agitator an. Außerdem widmete er sich dem Rechtsschutz. Nach einer kurzen Rückkehr in den Bergbau wurde er 1902 endgültig hauptamtlicher Gewerkschaftsfunktionär. Beim Bergarbeiterstreik von 1905 war Effert der Vorsitzende der Streikleitung („Siebenerkommission“). Der Streik, an dem sich über 200.000 Bergarbeiter beteiligt hatten, musste aus Geldmangel abgebrochen werden. Allerdings war die preußische Regierung den Bergleuten mit verschiedenen Versprechungen entgegengekommen. Um weiter Druck auf die Regierung zu machen, fand in Berlin ein Bergarbeiterdelegiertentag für Preußen statt. Effert referierte über Arbeiterausschüsse. Beim 1906 stattfindenden zweiten Delegiertentag in Essen sprach Effert über die Lohnfrage. Seit 1906 lag der Schwerpunkt seiner Tätigkeit außerhalb des Ruhrgebiets. Kurz vor Beginn des Krieges wurde er als Bezirksleiter für die Organisation im rechtsrheinischen Erzgebiet (Siegerland, Westerwald, Sauerland) zuständig. Diese Funktion behielt er bis 1925. In vielfacher Weise war er auch als Autor von Artikeln in der Gewerkschaftspresse tätig. Während der Weimarer Republik gehörte er dem Vorläufigen Reichswirtschaftsrat an. Er war von 1924 bis 1932 für die Zentrumspartei Mitglied im Preußischen Landtag. Er war auch von 1920 bis 1924 Mitglied im rheinischen Provinziallandtag.